# Цинковый палец

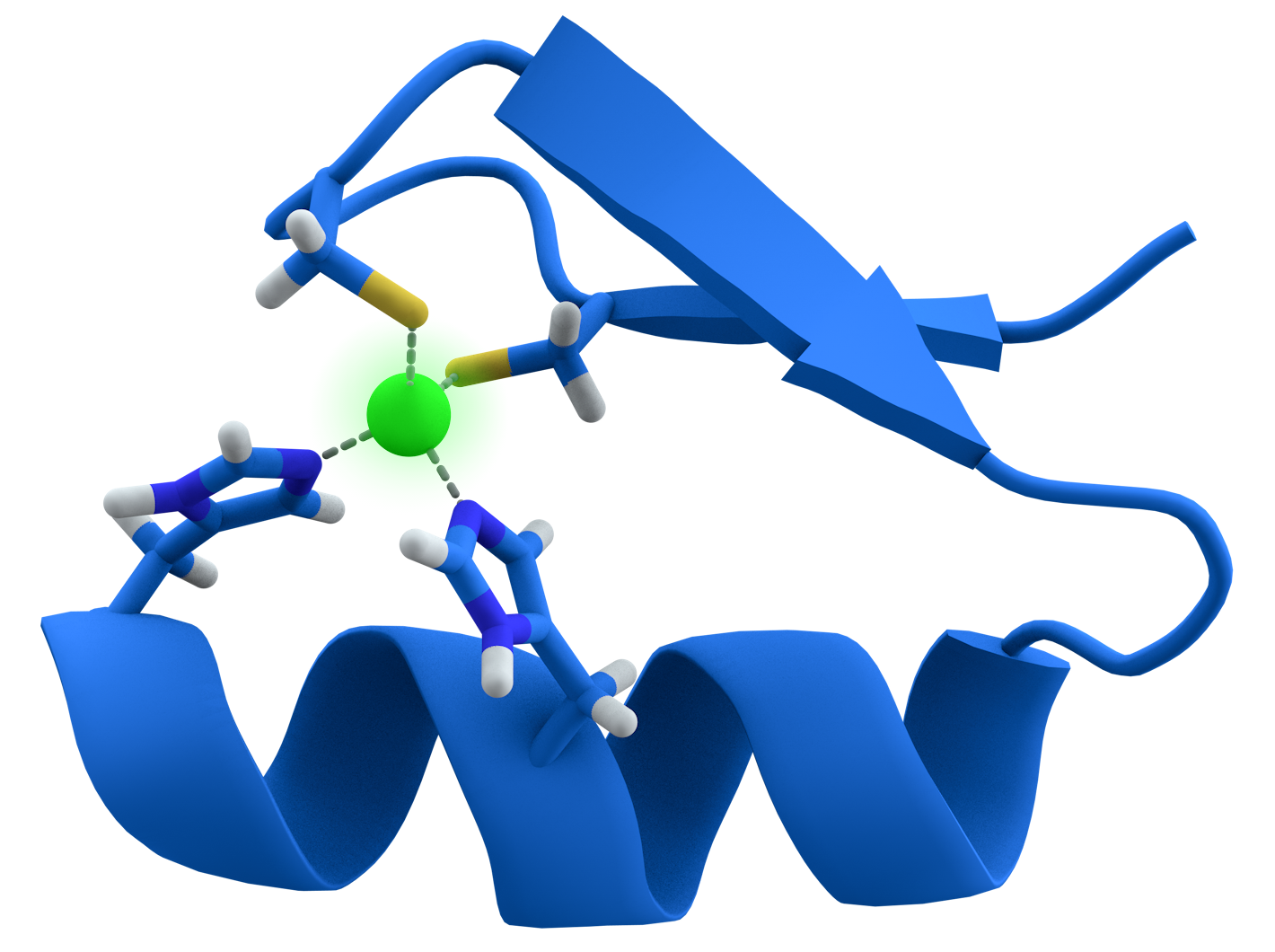
Цинковый палец типа Cys2His2 включает альфа-спираль и антипараллельную бета-структуру. Ион цинка связан координационными связями с 2 остатками гистидина и 2 остатками цистеина.

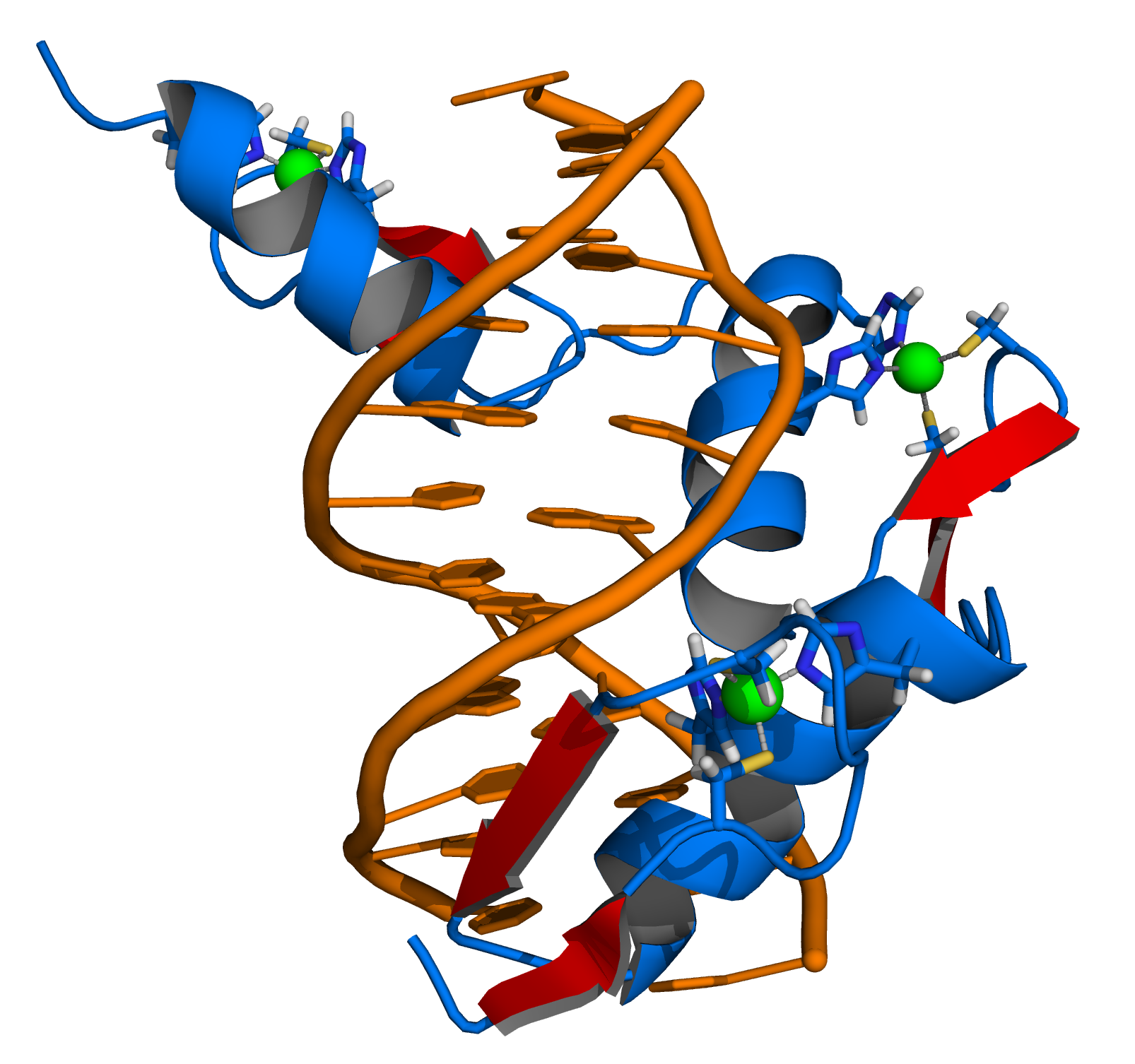
Комплекс трёх «цинковых пальцев» Egr1 (синий) и ДНК (красный). Ионы цинка показаны зелёным цветом.

Цинковый палец (англ. zinc finger) — небольшой структурный мотив белка, стабилизированный одним или двумя ионами цинка, связанными координационными связями с аминокислотными остатками в составе белка. Как правило, цинковый палец включает около 20 аминокислот, ион цинка связывает 2 гистидина и 2 цистеина. Цинковые пальцы являются белковыми модулями, взаимодействующими с ДНК, РНК, другими белками или небольшими молекулами.
Основными группами белков с цинковыми пальцами являются ДНК-связывающие факторы транскрипции, а также искусственные ферменты рестрикции, получаемые слиянием ДНК-связывающего домена цинкового пальца с ДНК-разрезающим доменом нуклеазы. Домен цинкового пальца может быть спроектирован так, чтобы узнавать желаемую последовательность ДНК и связываться с ней.